# Catedral de Vilnius
A catedral de Vilnius (em lituano:  Vilniaus katedra) ou Basílica Arquicatedral de São Estanislau e São Ladislau de Vilnius (em lituano:  Vilniaus Šv. Stanislovo ir Šv. Vladislovo arkikatedra bazilika)  é a principal igreja católica da Lituânia.

## Apresentação
A catedral está localizada na parte antiga da cidade de Vilnius, que é Património Mundial da UNESCO. É o coração da vida espiritual na Lituânia e é dedicado a Estanislau de Szczepanów e São Ladislau, com uma capela dedicada a São Casimiro. Esta capela é um lugar de peregrinação de todo o país e dos países vizinhos.
Foi aqui que ocorreram as coroações dos grão-duques da Lituânia. Nas suas criptas e catacumbas estão sepultadas pessoas incluente Vytautas, o Grande, sua esposa Ana, seu irmão Segismundo I Kęstutaitis, sua prima Švitrigaila, São Casimiro, Alexandre I Jagelão, Isabel de Habsburgo e Albertas Goštautas.
No interior da catedral há mais de quarenta obras de arte (frescos e pinturas) datadas entre os séculos XVI e XIX. Durante a restauração da catedral, descobriu-se o que se acredita ser o altar e o piso original de um templo pagão construído no momento do batismo do rei Mindaugas, além do resto da catedral, construída em 1387. Um fresco que data do século XIV, o mais antigo conhecido na Lituânia, foi descoberto na parede de uma das capelas subterrâneas..

## História

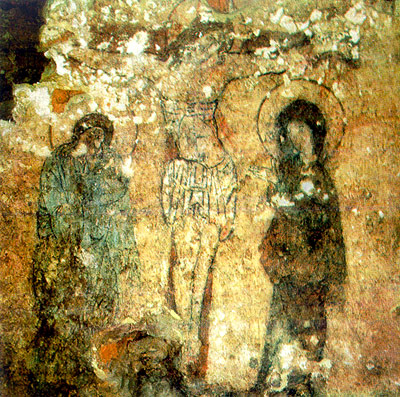
Fresco da catedral de Vilnius datado da cristianização da Lituânia.

Estima-se que antes do cristianismo, o deus báltico pagão Perkūnas foi adorado neste site. O rei lituano Mindaugas construiu a catedral em 1251 após a sua conversão ao cristianismo. Os vestígios desta igreja quadrática arcaica com três naves e contrafortes maciços foram descobertos no final do século XX. Após a morte de Mindaugas em 1263, a catedral novamente se transforma em lugar de adoração pagã. Em 1387, quando a Lituânia foi oficialmente convertida no cristianismo, uma segunda catedral de estilo gótico com cinco capelas foi construída, mas foi destruída pelo fogo em 1419. Vytautas, o Grande mandou construir um templo maior em seu lugar compreendendo três naves e quatro torres nos cantos, tendo em vista a sua coroação. O viajante flamengo Guillebert de Lannoy notou semelhanças com a catedral de Frombork. As paredes e os pilares ainda são visíveis hoje. Em 1522, a catedral foi restaurada e o campanário construído no telhado de uma torre defensiva. Teve de ser reconstruído após o incêndio de 1530, e entre 1534 e 1557 novas capelas e criptas foram adicionadas. Com estas múltiplas reconstruções, a catedral adquiriu elementos arquitetónicos relacionados com o Renascimento.
Em 1529, Segismundo Augustus foi coroado como Grão-Duque da Lituânia. Após um incêndio em 1610 o templo é reconstruído novamente e duas torres na frente são adicionadas. A catedral foi danificada durante a guerra de 1655 e seria ainda renovada e redecorada várias vezes.
Entre 1623 e 1636, por iniciativa de Segismundo III da Polónia, o arquiteto da corte, Constantino Tencalla, construiu a capela de São Casimiro da Polónia em estilo barroco e em arenito sueco. O interior foi reconstruído em 1691-1692 e decorado com frescos de Michelangelo Palloni e um altar de estuque de Pietro Perti (escultor italiano e arquiteto barroco). Em 1769 uma das torres construídas em 1666 entrou em colapso e destruiu as abóbodas da capela vizinha, matando seis pessoas. Após o acidente, o bispo de Vilnius Ignacy Jakub Massalski reconstituiu a catedral. O trabalho começou em 1779 e foi concluído em 1783, com o interior concluído em 1801. O aspeto atual da catedral é devido a esta reconstrução, principalmente graças a Laurynas Gucevičius que lhe conferiu o seu estilo neoclássico. A fachada principal é decorada com as esculturas dos quatro evangelistas, esculpidas pelo italiano Tommaso Righi. Alguns especialistas enfatizam a semelhança da catedral com o estilo de Palladio ou a influência de Gucevičius, inspirada por Claude Nicolas Ledoux. A influência do palladianismo é evidente nas fachadas laterais do edifício. A falta de pureza da arquitetura clássica, causada pela adição de elementos barrocos ou outros estilos, foi criticada por alguns arquitetos.
Entre 1786 e 1792, três esculturas de Kazimierz Jelski foram colocadas no telhado da catedral: São Casimiro a sul, São Estanislau a norte e Santa Helena ao centro. Essas esculturas foram removidas em 1950 e substituídas em 1997. A escultura de São Casimiro simboliza a Lituânia, a de São Estanislau a Polónia e a de Santa Helena a Rússia.
A reconstrução do Palácio Real da Lituânia atrás da catedral começou em 2002. Este recém-erguido edifício alterou consideravelmente a área circundante.
A catedral e o campanário foram completamente renovados de 2006 a 2008. As fachadas foram pintadas, melhorando a aparência exterior dos edifícios e seus elementos que não foram renovados desde a restauração de 1990 em homenagem à restauração da independência da Lituânia. O bispo Jan Cieplak, servo de Deus, foi sepultado na catedral em 1926.
Frente à catedral, junto ao campanário, encontra-se o ponto final da Cadeia Báltica, manifestação pela independência dos países bálticos realizada em 1989.

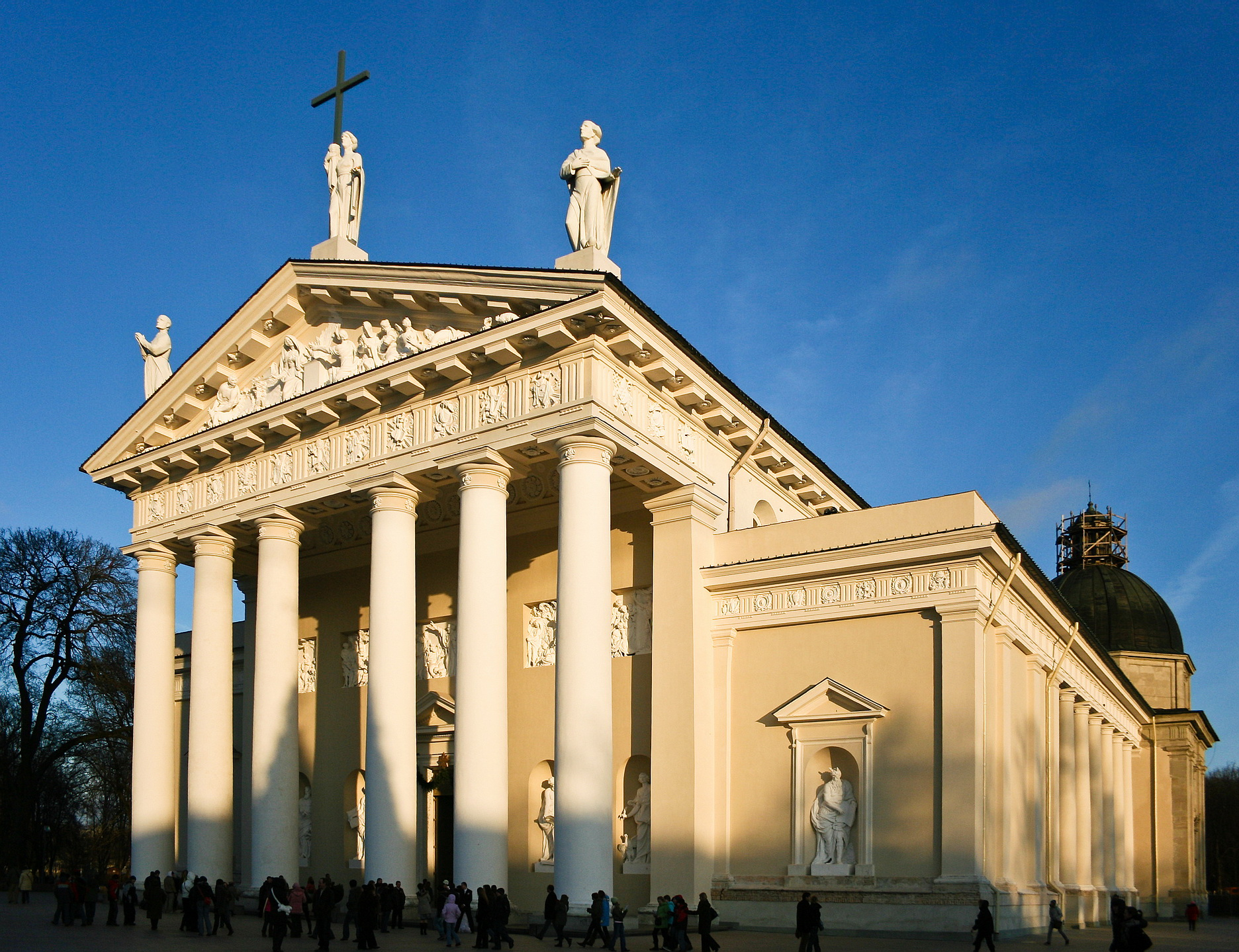
Fachada da catedral de Vilnius após a renovação de 2006-2007

## Galeria

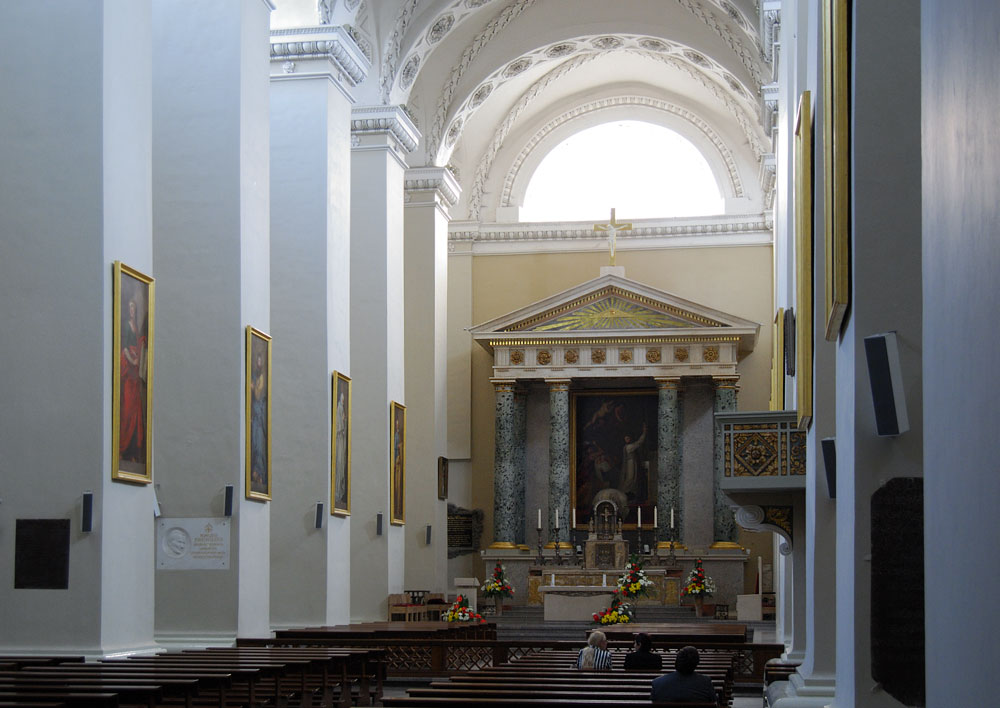
Interior da catedral
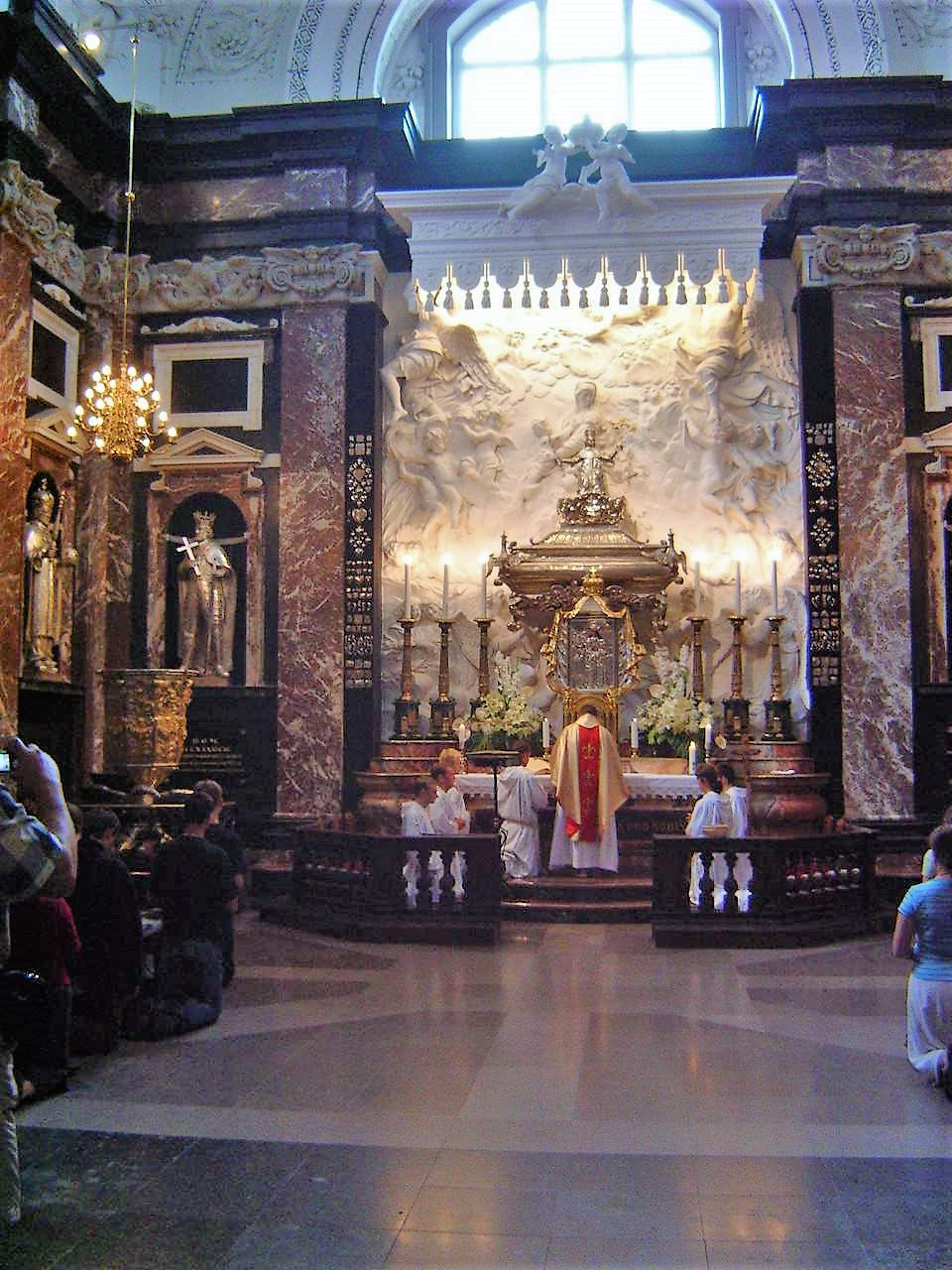
Vista da capela de São Casimiro onde estão as relíquias do santo
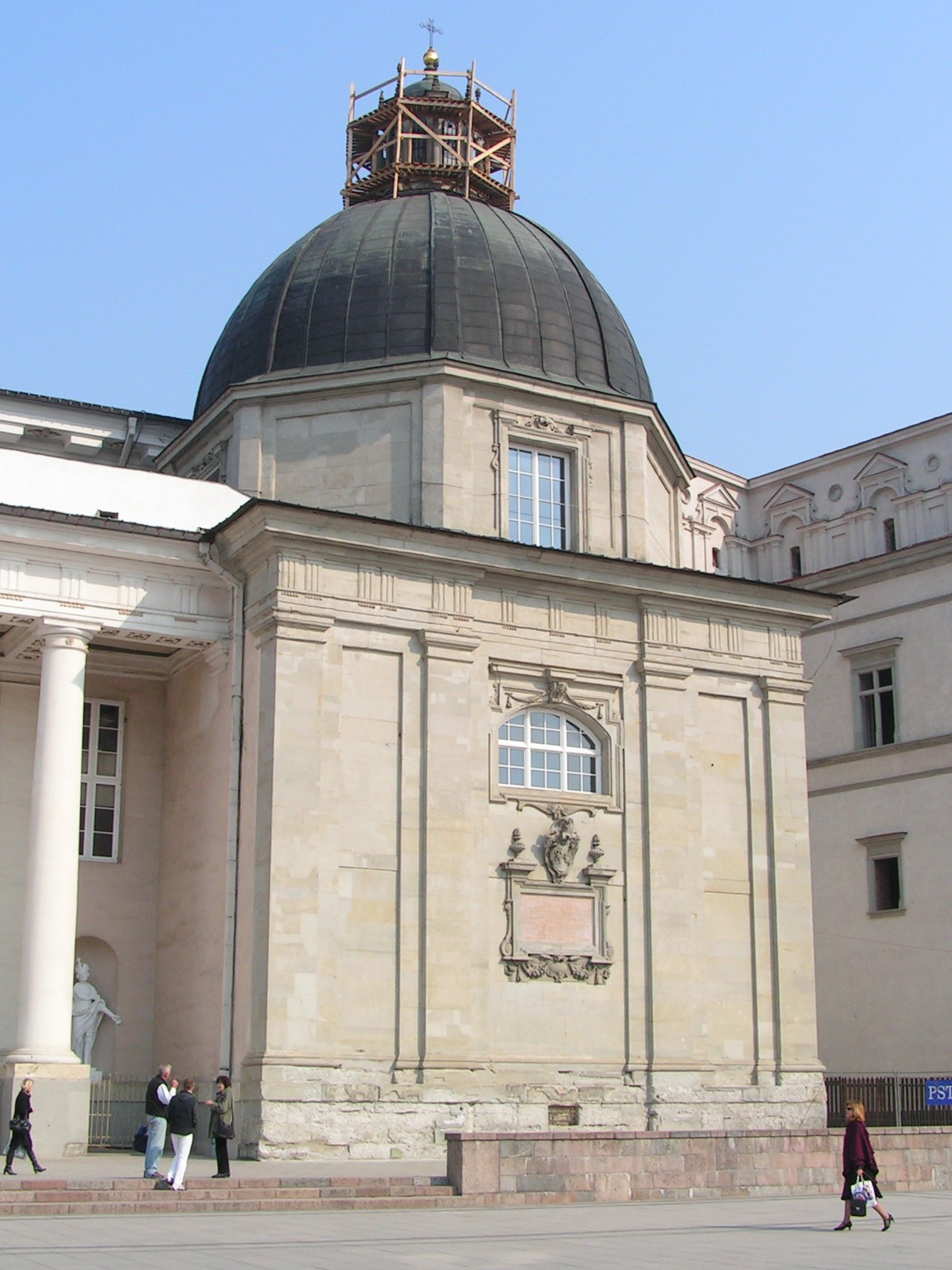
Vista exterior da capela de São Casimiro
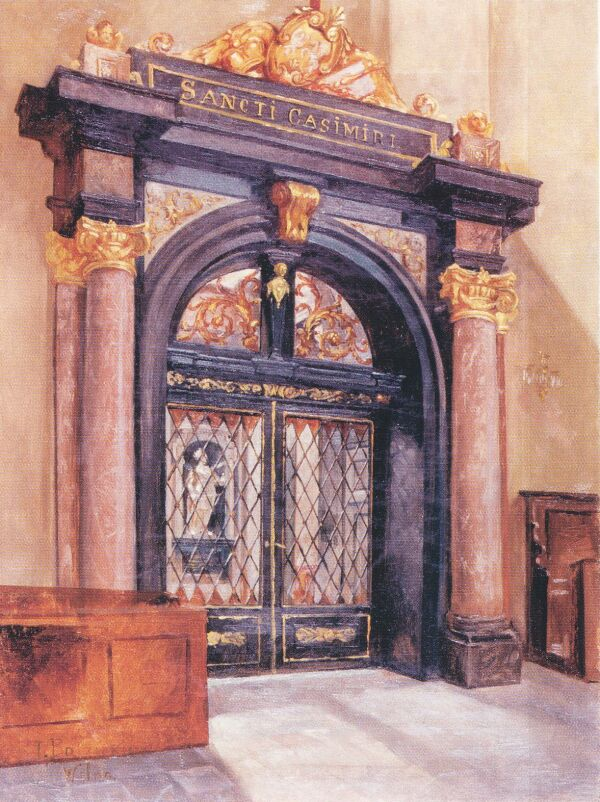
Entrada da capela de São Casimiro por Balzukiewicz (1908)
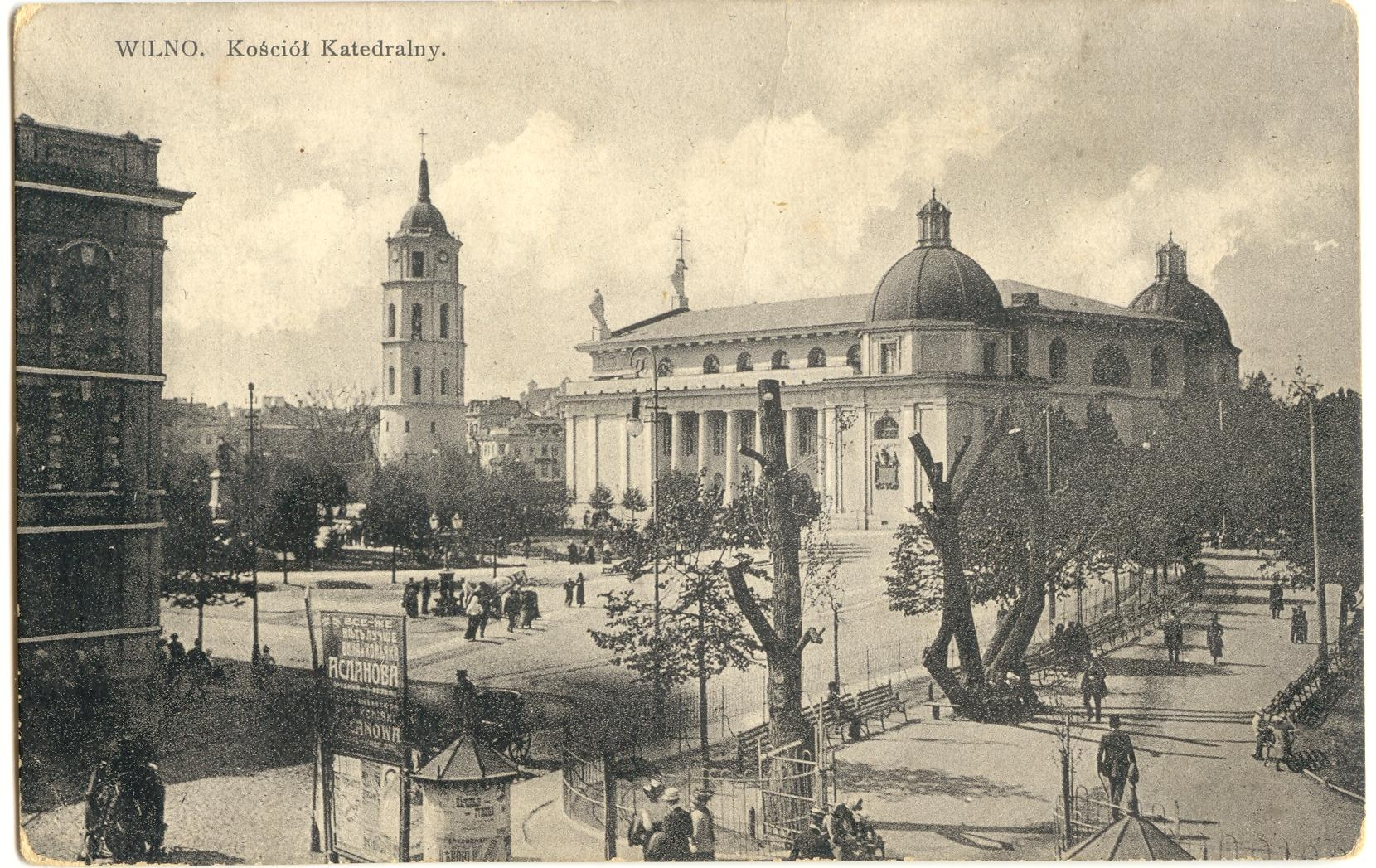
A catedral em 1910
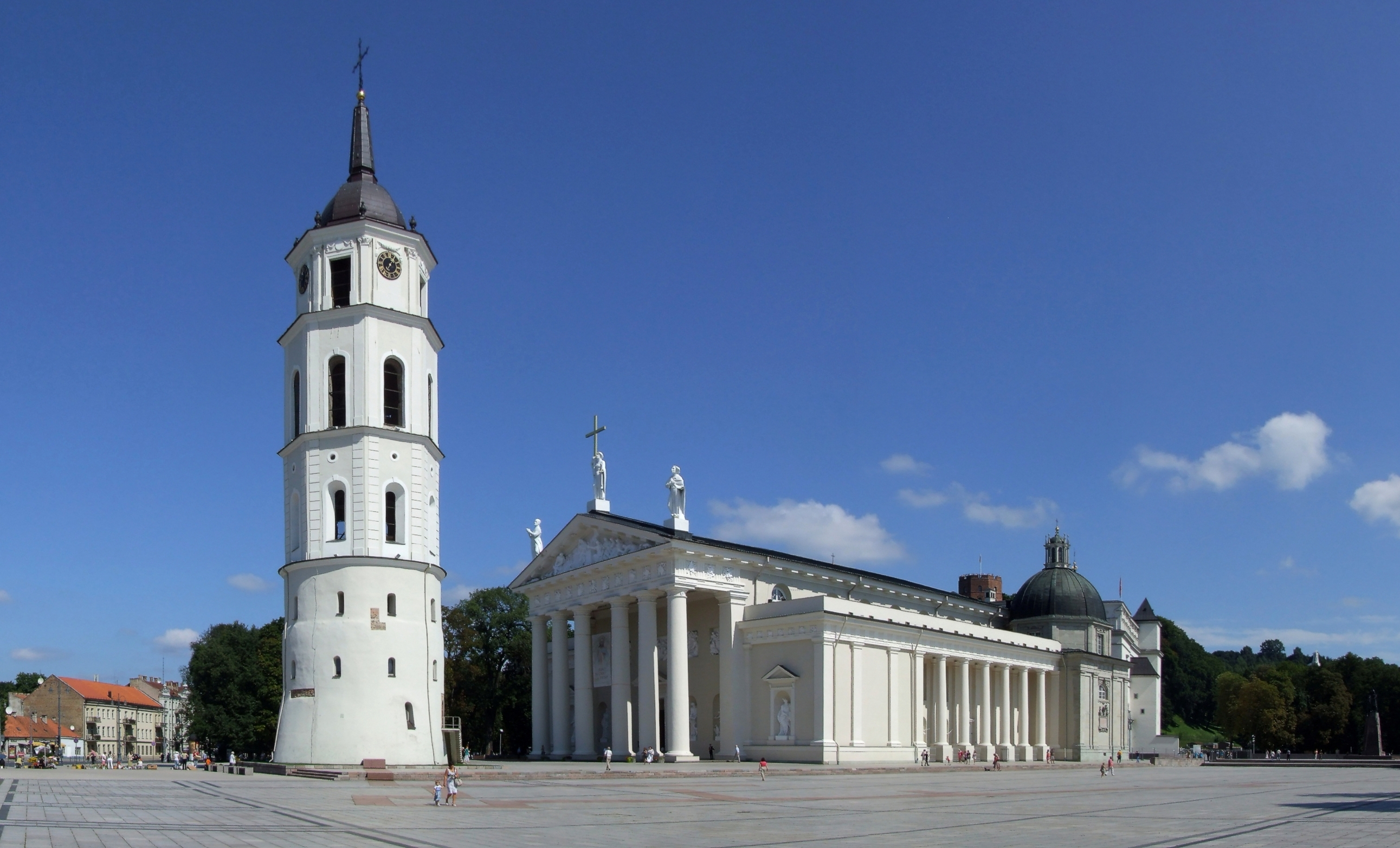
Vista da catedral
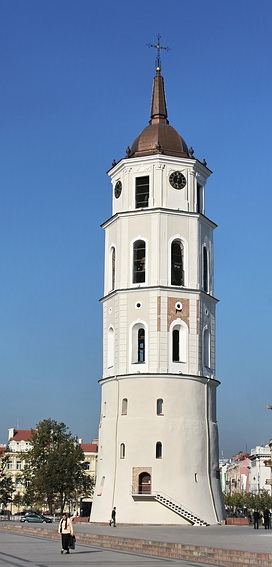
Le beffroi
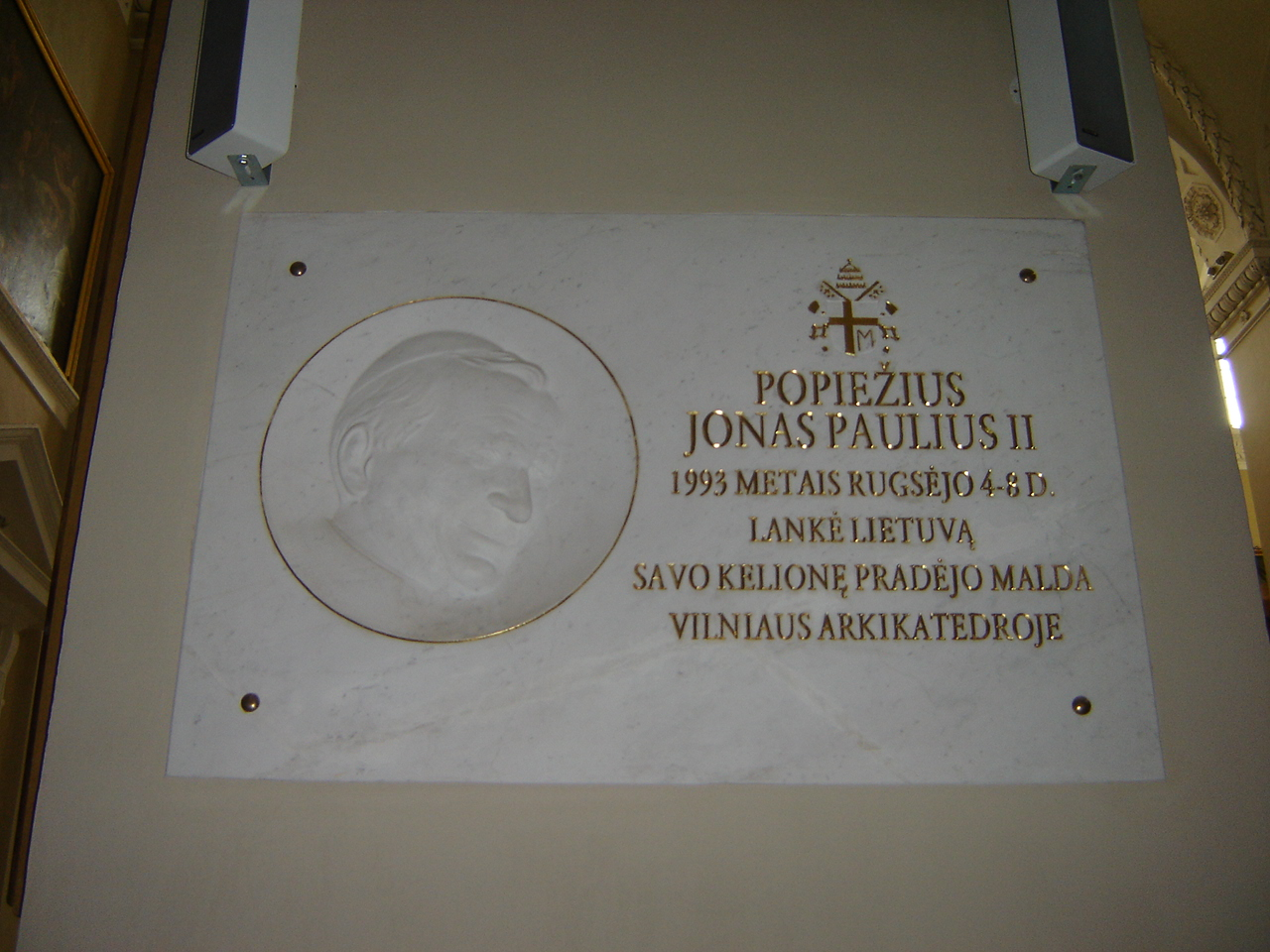
Placa em memória da visita de João Paulo II
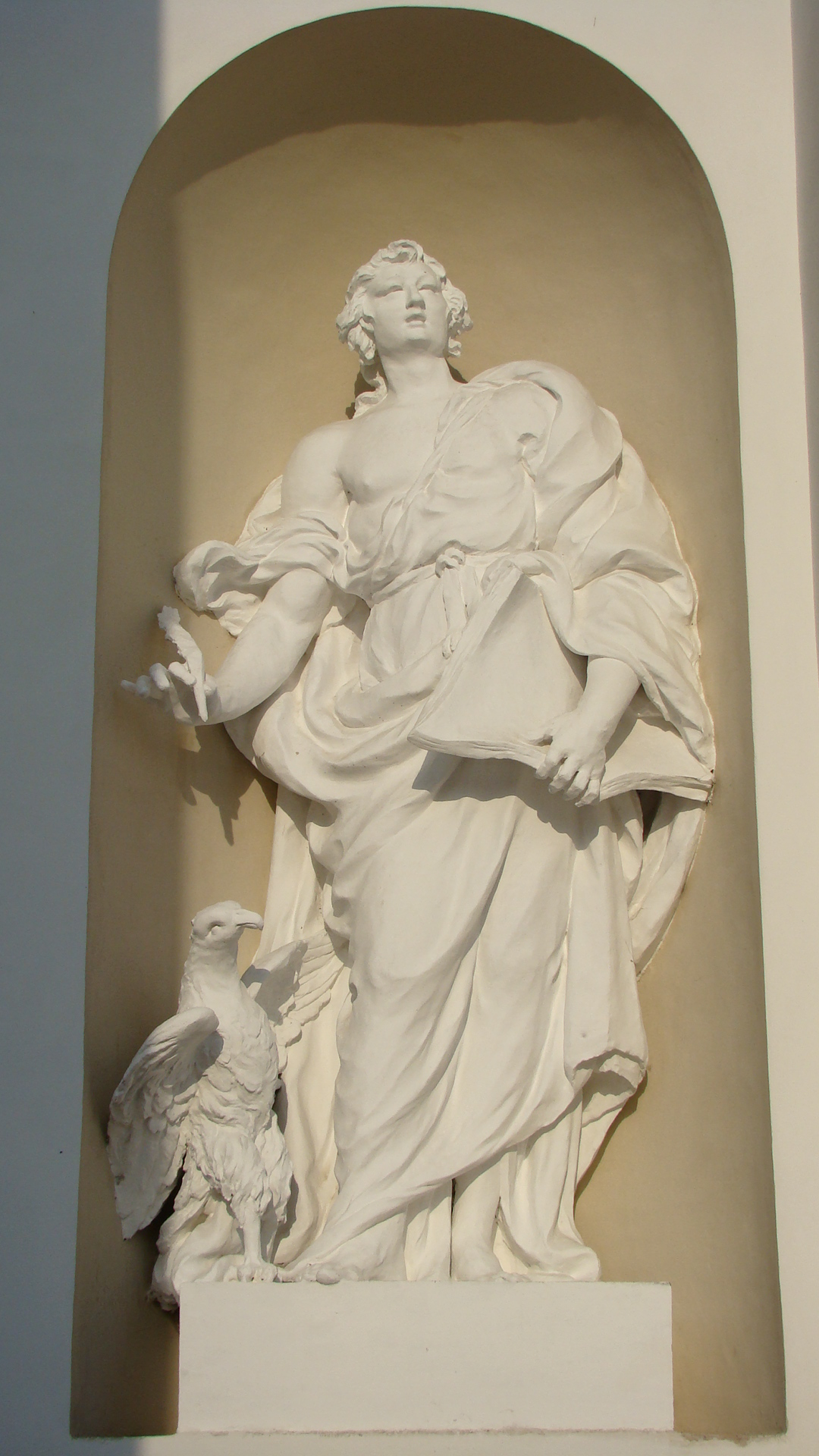
Estátua do apóstolo S. João
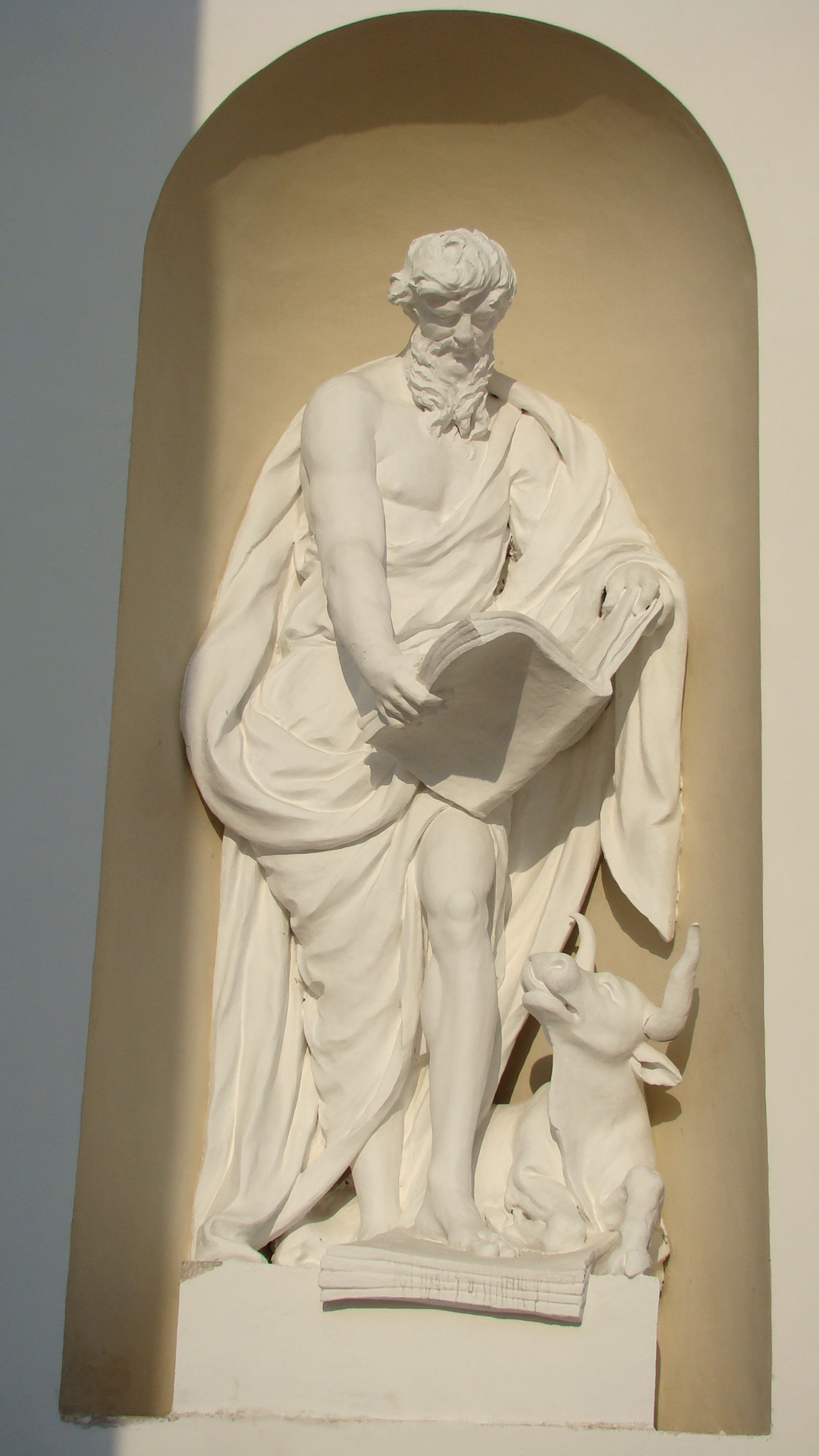
Estátua do apóstolo S. Lucas
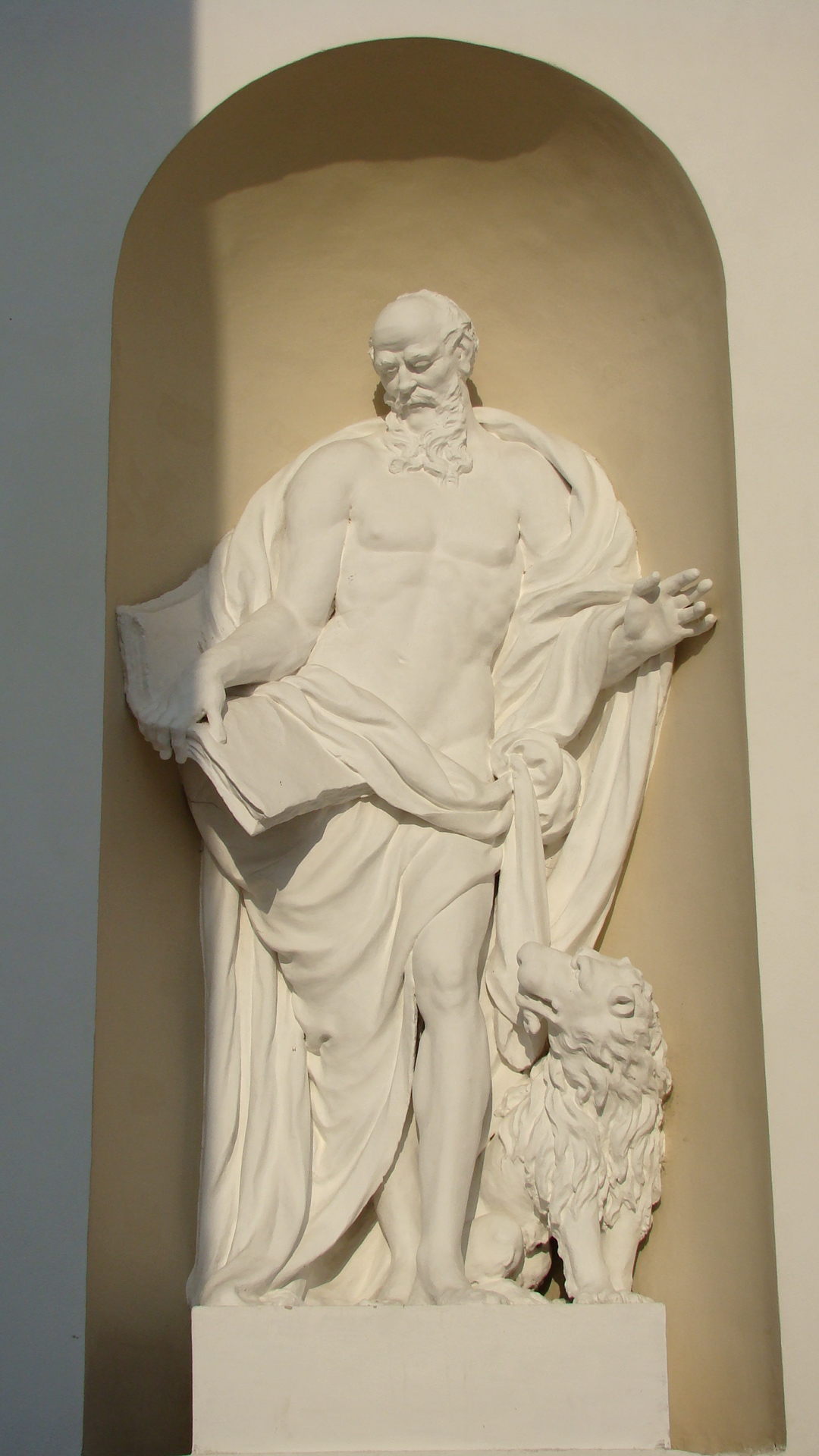
Estátua do apóstolo S. Marcos
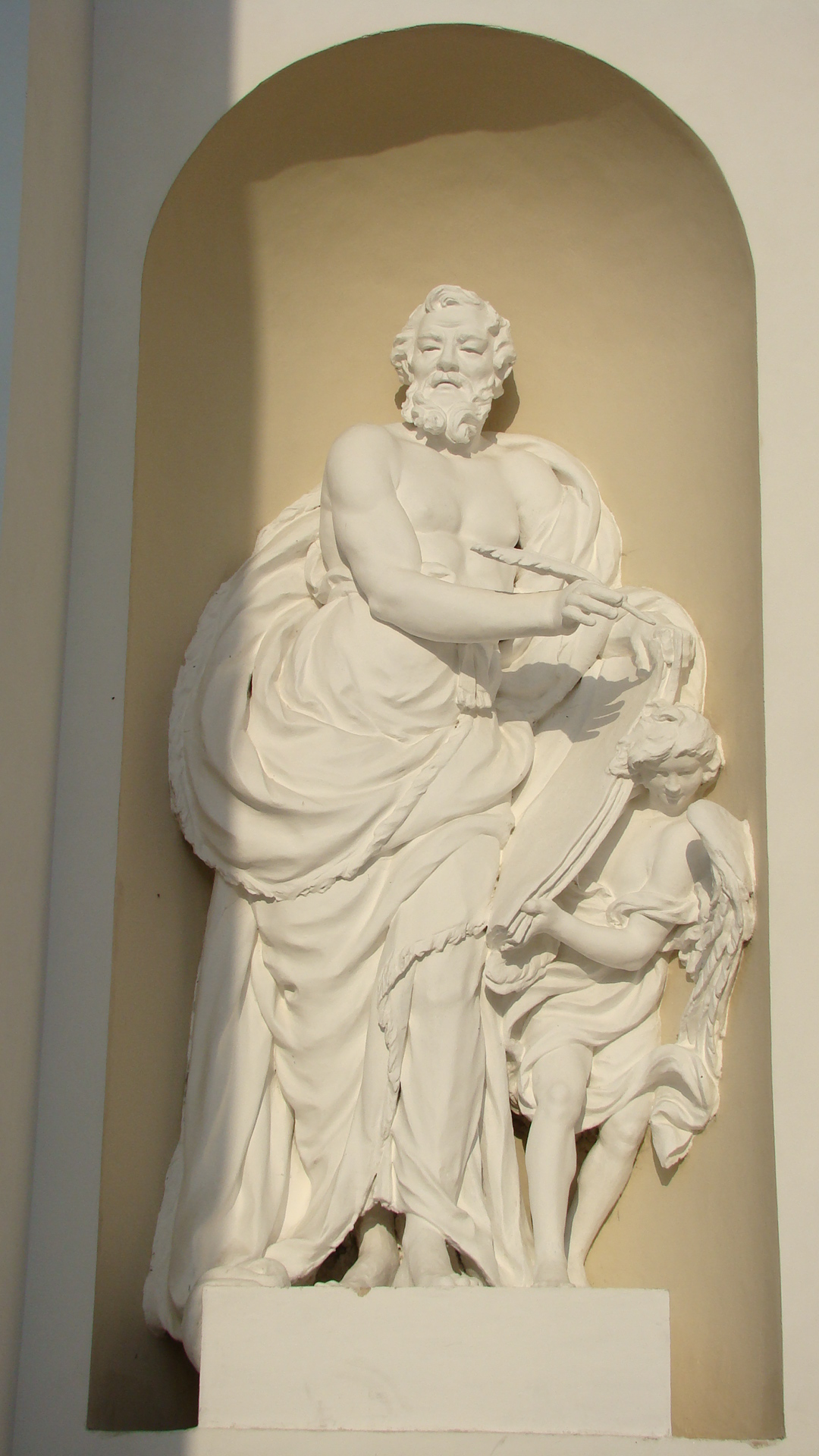
Estátua do apóstolo S. Mateus

## Fonte
- Este artigo foi inicialmente traduzido, total ou parcialmente, do artigo da Wikipédia em inglês cujo título é «Vilnius Cathedral», especificamente desta versão.